# بولا ريمان
بولا ريمان (بالألمانية: Paula Riemann )‏ (و. 1993  م) هي ممثلة طفلة، وممثلة أفلام ألمانية، ولدت في ميونخ.

## وصلات خارجية
- بولا ريمان على موقع IMDb (الإنجليزية)
- بولا ريمان على موقع ألو سيني (الفرنسية)
- بولا ريمان على موقع أول موفي (الإنجليزية)
- بولا ريمان على موقع ديسكوغز (الإنجليزية)
- بولا ريمان على موقع قاعدة بيانات الفيلم (الإنجليزية)
- بولا ريمان على موقع كينوبويسك (الروسية)